# New Tang Dynasty Television

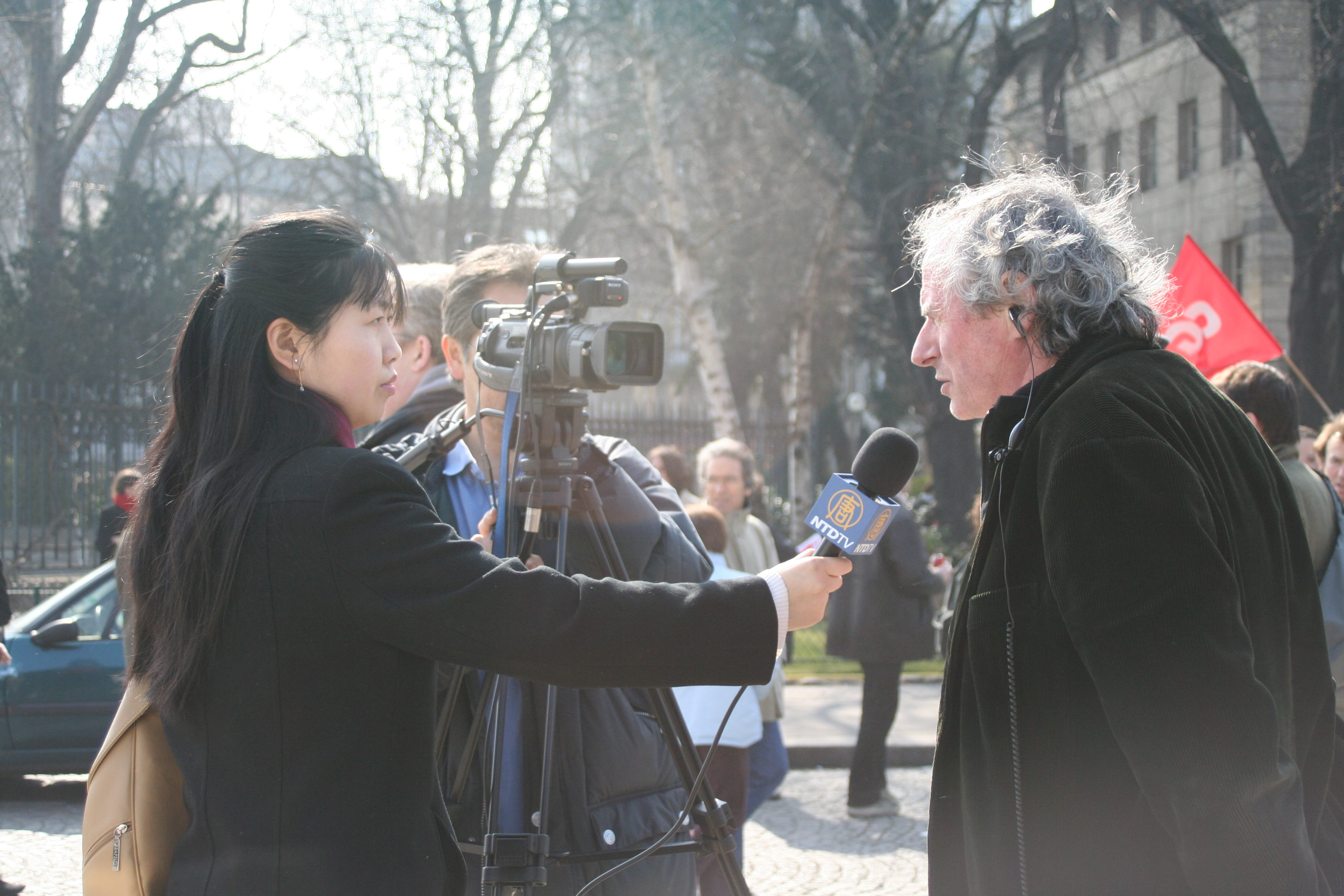
Un inviato della NTDTV a Parigi.

La New Tang Dynasty Television (NTDTV) è
una televisione indipendente e nonprofit fondata nel 2002 da alcuni
praticanti della Falun Dafa. La sua sede è a New York." Dalla suo lancio nel 2002, NTDTV ha esteso la sua diffusione in America settentrionale, Asia, Europa ed Australia con un'ampia programmazione che tratta di cultura, tempo libero, politica e notizie in cinese, con alcuni programmi anche in cantonese ed inglese. Una delle sue missioni, secondo il sito ufficiale, è di incoraggiare la comprensione reciproca tra la società cinese e quella occidentale e di promuovere il multiculturalismo, la pace e la compassione. NTDTV inoltre mette in scena ogni anno il Chinese New Year Spectacular.